# 吳浚鋒
吳浚鋒（英語：Chun-Feng Wu，1990年12月2日—）台灣男子游泳運動員，為50公尺蛙式和50公尺自由式全國紀錄保持人。現為國立台灣師範大學游泳隊成員。

## 學歷簡介
吳浚鋒畢業於彰化縣彰興國中、彰化縣私立精誠中學、中國文化大學地理系，現就讀國立台灣師範大學體育系研究所。

## 游泳歷程
1. 2010年：大學一年級時，以一般男子組身份，參與2010年全國大專院校運動會，獲得50公尺蛙式金牌（破大會紀錄）、50公尺自由式金牌（破大會紀錄）及50公尺仰式銀牌，50公尺自由式成績更超越公開男子組成績，為台灣第一人。
2. 2011年：全國大專院校運動會更是蟬聯50公尺自由式與50公尺蛙式金牌，並且雙破大會紀錄，加上50公尺蝶式金牌，共獲三金，且50公尺自由式更首次突破24秒大關，來到23.58秒[1]，接近公開男子組大會紀錄（23.36秒）。
3. 2012年：全國大專院校運動會首次跨級挑戰公開男子組，拿下一金一銀的成績[2]。
4. 2013年：全國大專院校運動會更是拿下50公尺蛙式[3]與50公尺自由式金牌[4]。同年首次代表中華台北國家隊參與綜合性國際賽會（天津東亞運），50公尺自由式拿下第七名。
5. 2014年：進入國訓中心，服役體育補充兵，列管一年。
6. 2015年：全國運動會，首次突破50公尺自由式全國紀錄[5]，在50公尺蛙式更是一日兩破全國紀錄[6]，獲得兩面金牌，更在兩週後的國際泳總世界杯巡迴賽東京站，以第六名成績晉級50公尺自由式決賽，最終決賽獲得第八名[7]。
7. 2016年：參加新加坡國際分齡游泳錦標賽，在50公尺蛙式中，一日雙破全國紀錄[8]，獲得公開組金牌，不過隨後發生腹瀉發燒等症狀，經過新加坡當地醫療相關單位診治後，安全回到台灣。隨後五月全國大專院校運動會中，50公尺蛙式首次破公開組大會紀錄，形成罕見的「大三元」紀錄保持人[9]，分別保有全國紀錄、公開組及一般組大會紀錄，也為台灣此制度下第一人創舉。在七月里約奧運最後一次選拔賽中，以22.76秒打破舊全國紀錄22.82秒[10]，不過最後還是無緣里約奧運。在年底的日本亞錦賽中，先以28.06秒在50公尺蛙式預賽打破全國紀錄，隔兩天50公尺自由式再以22.54秒與22.57秒，分別在決賽與預賽一日雙破全國紀錄，最後獲得該項目第四名，無緣頒獎台。[11]
8. 2017年：參加全國大專院校運動會，50公尺蛙式連續兩年打破大會紀錄[12]，50公尺自由式以22.69秒在決賽中打破由張國基選手所保持的大會紀錄22.99秒，將50公尺自由式三項紀錄納入名下[13]。相隔一週參加日本公開賽，在各項目中，為國家隊唯一一人進入決賽，在50公尺自由式最後以22.44秒的佳績，打破全國紀錄22.54秒獲得第六名[14]。目前此成績達到七月的布達佩斯游泳世界錦標賽A標，並且在2017台北世界大學運動會游泳個人項目中，為唯一達標選手[15]。而在台北世大運中，吳浚鋒於50公尺蛙式預賽、以28.02打破全國紀錄，並挺進晚間準決賽，游出28.17、排名第15。[16]在50公尺自由式中，預賽以22.64進入準決賽，決賽22.46與阿根廷選手並列第12。[17]
9. 2018年：亞洲運動會參加50公尺自由式和50公尺蛙式，在預賽分別以22.95和28.42排第14名，無緣決賽。

## 全國記錄

### 50公尺自由式
|   | 秒數  | 時間       | 地點 | 原全國紀錄 | 原紀錄保持人 |
| - | ----- | ---------- | ---- | ---------- | ------------ |
| 1 | 22.82 | 2015.10.20 | 高雄 | 22.93      | 張國基       |
| 2 | 22.76 | 2016.7.2   | 香港 | 22.82      | 吳浚鋒       |
| 3 | 22.57 | 2016.11.21 | 東京 | 22.76      | 吳浚鋒       |
| 4 | 22.54 | 2016.11.21 | 東京 | 22.57      | 吳浚鋒       |
| 5 | 22.44 | 2017.5.21  | 東京 | 22.54      | 吳浚鋒       |
| 6 | 22.37 | 2019.6.2   | 東京 | 22.44      | 吳浚鋒       |
| 7 | 22.21 | 2019.6.2   | 東京 | 22.37      | 吳浚鋒       |
| 8 | 22.21 | 2019.7.25  | 光州 | 22.21      | 吳浚鋒       |

### 50公尺蛙式
|   | 秒數  | 時間       | 地點   | 原全國紀錄 | 原紀錄保持人 |
| - | ----- | ---------- | ------ | ---------- | ------------ |
| 1 | 28.71 | 2015.9.15  | 台北   | 28.71      | 江信宏       |
| 2 | 28.67 | 2015.10.23 | 高雄   | 28.69      | 陳信樺       |
| 3 | 28.41 | 2015.10.23 | 高雄   | 28.67      | 吳浚鋒       |
| 4 | 28.22 | 2016.3.17  | 新加坡 | 28.41      | 吳浚鋒       |
| 5 | 28.11 | 2016.3.17  | 新加坡 | 28.22      | 吳浚鋒       |
| 6 | 28.06 | 2016.11.17 | 東京   | 28.11      | 吳浚鋒       |
| 7 | 28.02 | 2017.08.24 | 台北   | 28.06      | 吳浚鋒       |
| 8 | 27.94 | 2020.10.31 | 高雄   | 28.02      | 吳浚鋒       |

## 外部連結
- 吳浚鋒的Facebook專頁 （页面存档备份，存于）
- 吳浚鋒的Instagram帳戶